# Elleanthus coriifolius
Elleanthus coriifolius là một loài thực vật có hoa trong họ Lan. Loài này được (Rchb.f. ex Linden) Rchb.f. mô tả khoa học đầu tiên năm 1862.